# Весна вбивств
«Весна вбивств» (англ. A Killing Spring) — канадський детективний трилер з серії фільмів про Джоанну Кілборн — в минулому поліцейську, а згодом викладачку журналістики. Екранізація роману Гейла Бовена.

## Сюжет
У Лангольмському коледжі оселилися обман і насильство. Джоанна Кілборн викладає в коледжі журналістику. Декан факультету журналістики Рід Галлахер її друг, але жахливий розпусник, не пропускає повз себе жодної спідниці. У нього вільні відносини зі студенткою, яка хоче перемогти в журналістському конкурсі та з дружиною одного з викладачів. Дружина Ріда теж знає про ці «справи» свого чоловіка.
І ось одна з ночей закінчується вбивством Ріда Галлахера. Джоанна Кілборн розпочинає своє неофіційне розслідування по факту навмисного вбивства.

## Акторський склад
| У ролях      |  | Персонаж        |
| ------------ |  | --------------- |
| Венді Крюсон |  | Джоанна Кілборн |
| Шоун Дойл    |  | Алекс Емануель  |
| Кім Шранер   |  | Келлі           |